# Mistrzostwa Polski w Kolarstwie Szosowym 2020
Mistrzostwa Polski w Kolarstwie Szosowym 2020 – zawody w kolarstwie szosowym mające wyłonić najlepszych zawodników i zawodniczki w Polsce.
Impreza składała się z dwóch części – indywidualnej (jazda indywidualna na czas oraz wyścig ze startu wspólnego) oraz drużynowej (jazda parami oraz jazda drużynowa na czas).
Część indywidualna odbyła się w dniach od 20 do 23 sierpnia 2020 z bazą w miejscowościach Busko-Zdrój (jazda indywidualna na czas) oraz Kazimierza Wielka (start wspólny). W rywalizacji elity mężczyźni rywalizowali na dystansie 44 kilometrów (jazda indywidualna na czas) i 196 kilometrów (start wspólny), a kobiety na dystansie 22 kilometrów (jazda indywidualna na czas) i 122,5 kilometrów (start wspólny). Oprócz zmagań seniorów odbyła się również rywalizacja towarzysząca w niższych kategoriach wiekowych (orlicy oraz juniorzy), akademickich mistrzostwach Polski, tandemach, wśród osób niesłyszących czy amatorów.
Część drużynowa z kolei miała miejsce 26 i 27 września 2020 z bazą w miejscowości Godziesze Wielkie. W zmaganiach elity mężczyźni startowali na dystansie 29 kilometrów (jazda parami) oraz 58 kilometrów (jazda drużynowa na czas), a kobiety na dystansie 29 kilometrów (jazda parami) oraz 38 kilometrów (jazda drużynowa na czas). Oprócz zmagań elity przeprowadzono również rywalizację w niższych kategoriach wiekowych.

## Medaliści
| Mistrzostwa Polski w Kolarstwie Szosowym 2020 | Mistrzostwa Polski w Kolarstwie Szosowym 2020 | Mistrzostwa Polski w Kolarstwie Szosowym 2020   | Mistrzostwa Polski w Kolarstwie Szosowym 2020 | Mistrzostwa Polski w Kolarstwie Szosowym 2020 | Mistrzostwa Polski w Kolarstwie Szosowym 2020         | Mistrzostwa Polski w Kolarstwie Szosowym 2020 |
| Data                                          | Państwo                                       | Wyścig                                          | Zwycięzca                                     | Drugie miejsce                                | Trzecie miejsce                                       |                                               |
| --------------------------------------------- | --------------------------------------------- | ----------------------------------------------- | --------------------------------------------- | --------------------------------------------- | ----------------------------------------------------- | --------------------------------------------- |
| 20 sie                                        | Polska                                        | Mistrzostwa Polski – jazda indywidualna na czas | Kamil Gradek (CCC Team)                       | Maciej Bodnar (Bora-Hansgrohe)                | Łukasz Wiśniowski (CCC Team)                          |                                               |
| 20 sie                                        | Polska                                        | Mistrzostwa Polski – jazda indywidualna na czas | Anna Lafourte (Trek-Segafredo)                | Marta Jaskulska (CCC-Liv)                     | Karolina Kumięga (TKK Pacific Toruń - Nestlé Fitness) |                                               |
| 22 sie                                        | Polska                                        | Mistrzostwa Polski – start wspólny              | Marta Lach (CCC-Liv)                          | Katarzyna Wilkos (Mat Atom Deweloper)         | Łucja Pietrzak (Mat Atom Deweloper)                   |                                               |
| 23 sie                                        | Polska                                        | Mistrzostwa Polski – start wspólny              | Stanisław Aniołkowski (CCC Development)       | Szymon Sajnok (CCC Team)                      | Paweł Franczak (Voster ATS Team)                      |                                               |
| 26 wrz                                        | Polska                                        | Mistrzostwa Polski – jazda parami               | Leopard                                       | CCC Development Team                          | Mazowsze Serce Polski                                 |                                               |
| 26 wrz                                        | Polska                                        | Mistrzostwa Polski – jazda parami               | CCC-Liv                                       | TKK Pacific Toruń - Nestlé Fitness            | TKK Pacific Toruń - Nestlé Fitness                    |                                               |
| 27 wrz                                        | Polska                                        | Mistrzostwa Polski – jazda drużynowa na czas    | TKK Pacific Toruń - Nestlé Fitness            | UKS TFP Jedynka Mróz Kórnik                   | Mat Atom Deweloper                                    |                                               |
| 27 wrz                                        | Polska                                        | Mistrzostwa Polski – jazda drużynowa na czas    | Mazowsze Serce Polski                         | CCC Development Team                          | Mazowsze Serce Polski                                 |                                               |

## Konkurencje indywidualne (elita)

### Mężczyźni

#### Jazda indywidualna na czas (20 sierpnia)
Do zmagań o tytuł mistrza Polski w jeździe indywidualnej na czas wśród mężczyzn do rywalizacji zgłosiło się 40 kolarzy, z których 38 dotarło do mety. Złoty medal zdobył Kamil Gradek, srebro Maciej Bodnar, a brąz Łukasz Wiśniowski.
| \| Klasyfikacja generalna \| Klasyfikacja generalna \| Klasyfikacja generalna \| Klasyfikacja generalna \| Klasyfikacja generalna \| \| Kolarz \| Kolarz \| Państwo \| Drużyna \| Czas \| \| ---------------------- \| ------------------------ \| ---------------------- \| ---------------------- \| ---------------------- \| \| 1. \| Kamil Gradek \| Polska \| CCC Team \| 49' 06" \| \| 2. \| Maciej Bodnar \| Polska \| Bora-Hansgrohe \| + 28" \| \| 3. \| Łukasz Wiśniowski \| Polska \| CCC Team \| + 59" \| \| 4. \| Szymon Rekita \| Polska \| Leopard Pro Cycling \| + 1' 38" \| \| 5. \| Piotr Brożyna \| Polska \| Voster ATS Team \| + 1' 46" \| \| 6. \| Szymon Krawczyk \| Polska \| CCC Development \| + 3' 03" \| \| 7. \| Przemysław Kasperkiewicz \| Polska \| UC Nantes Atlantique \| + 3' 11" \| \| 8. \| Filip Maciejuk \| Polska \| Leopard Pro Cycling \| + 3' 20" \| \| 9. \| Jakub Kaczmarek \| Polska \| Mazowsze Serce Polski \| + 3' 57" \| \| 10. \| Daniel Staniszewski \| Polska \| Mazowsze Serce Polski \| + 4' 14" \| |                          |         |                       |          |
| |                          |         |                       |          |
| Źródło: ProCyclingStats |                          |         |                       |          |
| Klasyfikacja generalna |                          |         |                       |          |
| Kolarz | Kolarz                   | Państwo | Drużyna               | Czas     |
| 1. | Kamil Gradek             | Polska  | CCC Team              | 49' 06"  |
| 2. | Maciej Bodnar            | Polska  | Bora-Hansgrohe        | + 28"    |
| 3. | Łukasz Wiśniowski        | Polska  | CCC Team              | + 59"    |
| 4. | Szymon Rekita            | Polska  | Leopard Pro Cycling   | + 1' 38" |
| 5. | Piotr Brożyna            | Polska  | Voster ATS Team       | + 1' 46" |
| 6. | Szymon Krawczyk          | Polska  | CCC Development       | + 3' 03" |
| 7. | Przemysław Kasperkiewicz | Polska  | UC Nantes Atlantique  | + 3' 11" |
| 8. | Filip Maciejuk           | Polska  | Leopard Pro Cycling   | + 3' 20" |
| 9. | Jakub Kaczmarek          | Polska  | Mazowsze Serce Polski | + 3' 57" |
| 10. | Daniel Staniszewski      | Polska  | Mazowsze Serce Polski | + 4' 14" |

#### Wyścig ze startu wspólnego (23 sierpnia)
Do rywalizacji elity mężczyzn w wyścigu ze startu wspólnego zgłoszono 126 zawodników, z czego 124 stanęło na starcie rywalizacji, 92 zostało sklasyfikowanych (wśród sklasyfikowanych 27 zostało zdublowanych na trasie wyścigu). Złoty medal zdobył Stanisław Aniołkowski, srebrny Szymon Sajnok, a brązowy Paweł Franczak.
| \| Klasyfikacja generalna \| Klasyfikacja generalna \| Klasyfikacja generalna \| Klasyfikacja generalna \| Klasyfikacja generalna \| \| Kolarz \| Kolarz \| Państwo \| Drużyna \| Czas \| \| ---------------------- \| ---------------------- \| ---------------------- \| ---------------------- \| ---------------------- \| \| 1. \| Stanisław Aniołkowski \| Polska \| CCC Development \| \| \| 2. \| Szymon Sajnok \| Polska \| CCC Team \| + 0" \| \| 3. \| Paweł Franczak \| Polska \| Voster ATS Team \| + 0" \| \| 4. \| Jakub Kaczmarek \| Polska \| Mazowsze Serce Polski \| + 0" \| \| 5. \| Michał Gołaś \| Polska \| Team Ineos \| + 0" \| \| 6. \| Paweł Bernas \| Polska \| Mazowsze Serce Polski \| + 0" \| \| 7. \| Szymon Krawczyk \| Polska \| CCC Development \| + 0" \| \| 8. \| Patryk Stosz \| Polska \| Voster ATS Team \| + 0" \| \| 9. \| Paweł Szóstka \| Polska \| Wibatech Merx \| + 0" \| \| 10. \| Łukasz Wiśniowski \| Polska \| CCC Team \| + 0" \| |                       |         |                       |      |
| |                       |         |                       |      |
| Źródło: ProCyclingStats |                       |         |                       |      |
| Klasyfikacja generalna |                       |         |                       |      |
| Kolarz | Kolarz                | Państwo | Drużyna               | Czas |
| 1. | Stanisław Aniołkowski | Polska  | CCC Development       |      |
| 2. | Szymon Sajnok         | Polska  | CCC Team              | + 0" |
| 3. | Paweł Franczak        | Polska  | Voster ATS Team       | + 0" |
| 4. | Jakub Kaczmarek       | Polska  | Mazowsze Serce Polski | + 0" |
| 5. | Michał Gołaś          | Polska  | Team Ineos            | + 0" |
| 6. | Paweł Bernas          | Polska  | Mazowsze Serce Polski | + 0" |
| 7. | Szymon Krawczyk       | Polska  | CCC Development       | + 0" |
| 8. | Patryk Stosz          | Polska  | Voster ATS Team       | + 0" |
| 9. | Paweł Szóstka         | Polska  | Wibatech Merx         | + 0" |
| 10. | Łukasz Wiśniowski     | Polska  | CCC Team              | + 0" |

### Kobiety

#### Jazda indywidualna na czas (20 sierpnia)
W rywalizacji kobiet w jeździe indywidualnej na czas w mistrzostwach Polski wzięło udział 28 zawodniczek. Złoty medal zdobyła Anna Plichta, srebro Marta Jaskulska, a brąz Karolina Kumięga.
| \| Klasyfikacja generalna \| Klasyfikacja generalna \| Klasyfikacja generalna \| Klasyfikacja generalna \| Klasyfikacja generalna \| \| Kolarka \| Kolarka \| Państwo \| Drużyna \| Czas \| \| ---------------------- \| ------------------------ \| ---------------------- \| ---------------------------------- \| ---------------------- \| \| 1. \| Anna Lafourte \| Polska \| Trek-Segafredo \| 27' 55" \| \| 2. \| Marta Jaskulska \| Polska \| CCC-Liv \| + 49" \| \| 3. \| Karolina Kumięga \| Polska \| TKK Pacific Toruń - Nestlé Fitness \| + 1' 00" \| \| 4. \| Agnieszka Skalniak-Sójka \| Polska \| CCC-Liv \| + 1' 05" \| \| 5. \| Karolina Karasiewicz \| Polska \| TKK Pacific Toruń - Nestlé Fitness \| + 1' 05" \| \| 6. \| Patrycja Lorkowska \| Polska \| TKK Pacific Toruń - Nestlé Fitness \| + 2' 03" \| \| 7. \| Łucja Pietrzak \| Polska \| Mat Atom Deweloper \| + 2' 12" \| \| 8. \| Monika Brzeźna \| Polska \| Mat Atom Deweloper \| + 2' 26" \| \| 9. \| Dorota Przęzak \| Polska \| LKS Atom Boxmet Dzierżoniów \| + 2' 28" \| \| 10. \| Wiktoria Pikulik \| Polska \| KK Ziemia Darłowska \| + 2' 32" \| |                          |         |                                    |          |
| |                          |         |                                    |          |
| Źródła: ProCyclingStats Cycling Quotient |                          |         |                                    |          |
| Klasyfikacja generalna |                          |         |                                    |          |
| Kolarka | Kolarka                  | Państwo | Drużyna                            | Czas     |
| 1. | Anna Lafourte            | Polska  | Trek-Segafredo                     | 27' 55"  |
| 2. | Marta Jaskulska          | Polska  | CCC-Liv                            | + 49"    |
| 3. | Karolina Kumięga         | Polska  | TKK Pacific Toruń - Nestlé Fitness | + 1' 00" |
| 4. | Agnieszka Skalniak-Sójka | Polska  | CCC-Liv                            | + 1' 05" |
| 5. | Karolina Karasiewicz     | Polska  | TKK Pacific Toruń - Nestlé Fitness | + 1' 05" |
| 6. | Patrycja Lorkowska       | Polska  | TKK Pacific Toruń - Nestlé Fitness | + 2' 03" |
| 7. | Łucja Pietrzak           | Polska  | Mat Atom Deweloper                 | + 2' 12" |
| 8. | Monika Brzeźna           | Polska  | Mat Atom Deweloper                 | + 2' 26" |
| 9. | Dorota Przęzak           | Polska  | LKS Atom Boxmet Dzierżoniów        | + 2' 28" |
| 10. | Wiktoria Pikulik         | Polska  | KK Ziemia Darłowska                | + 2' 32" |

#### Wyścig ze startu wspólnego (22 sierpnia)
Do wyścigu ze startu wspólnego elity kobiet zgłoszono 45 zawodniczek, z czego 42 stanęły na starcie rywalizacji, a 38 ją ukończyło. Złoty medal zdobyła Marta Lach, srebrny Katarzyna Wilkos, a brązowy Łucja Pietrzak.
| \| Klasyfikacja generalna \| Klasyfikacja generalna \| Klasyfikacja generalna \| Klasyfikacja generalna \| Klasyfikacja generalna \| \| Kolarka \| Kolarka \| Państwo \| Drużyna \| Czas \| \| ---------------------- \| ------------------------ \| ---------------------- \| ---------------------------------- \| ---------------------- \| \| 1. \| Marta Lach \| Polska \| CCC-Liv \| 3h 42' 18" \| \| 2. \| Katarzyna Wilkos \| Polska \| Mat Atom Deweloper \| + 0" \| \| 3. \| Łucja Pietrzak \| Polska \| Mat Atom Deweloper \| + 0" \| \| 4. \| Karolina Kumięga \| Polska \| TKK Pacific Toruń - Nestlé Fitness \| + 0" \| \| 5. \| Agnieszka Skalniak-Sójka \| Polska \| CCC-Liv \| + 0" \| \| 6. \| Dominika Włodarczyk \| Polska \| Mat Atom Deweloper \| + 0" \| \| 7. \| Anna Sagan \| Polska \| TKK Pacific Toruń - Nestlé Fitness \| + 0" \| \| 8. \| Nikol Płosaj \| Polska \| UKS TFP Jedynka Mróz Kórnik \| + 0" \| \| 9. \| Dorota Przęzak \| Polska \| LKS Atom Boxmet Dzierżoniów \| + 0" \| \| 10. \| Daria Pikulik \| Polska \| KK Ziemia Darłowska \| + 0" \| |                          |         |                                    |            |
| |                          |         |                                    |            |
| Źródła: ProCyclingStats Cycling Quotient |                          |         |                                    |            |
| Klasyfikacja generalna |                          |         |                                    |            |
| Kolarka | Kolarka                  | Państwo | Drużyna                            | Czas       |
| 1. | Marta Lach               | Polska  | CCC-Liv                            | 3h 42' 18" |
| 2. | Katarzyna Wilkos         | Polska  | Mat Atom Deweloper                 | + 0"       |
| 3. | Łucja Pietrzak           | Polska  | Mat Atom Deweloper                 | + 0"       |
| 4. | Karolina Kumięga         | Polska  | TKK Pacific Toruń - Nestlé Fitness | + 0"       |
| 5. | Agnieszka Skalniak-Sójka | Polska  | CCC-Liv                            | + 0"       |
| 6. | Dominika Włodarczyk      | Polska  | Mat Atom Deweloper                 | + 0"       |
| 7. | Anna Sagan               | Polska  | TKK Pacific Toruń - Nestlé Fitness | + 0"       |
| 8. | Nikol Płosaj             | Polska  | UKS TFP Jedynka Mróz Kórnik        | + 0"       |
| 9. | Dorota Przęzak           | Polska  | LKS Atom Boxmet Dzierżoniów        | + 0"       |
| 10. | Daria Pikulik            | Polska  | KK Ziemia Darłowska                | + 0"       |

## Konkurencje drużynowe (elita)

### Mężczyźni

#### Jazda parami (26 września)
Do rywalizacji w jeździe parami mężczyzn przystąpiło 11 drużyn z 7 klubów. Złoty medal zdobyła drużyna Leopard Pro Cycling w składzie Filip Maciejuk i Szymon Rekita, srebro CCC Development Team (Szymon Krawczyk i Szymon Tracz), a brąz Mazowsze Serce Polski (Paweł Bernas i Adrian Kurek).
| \| Klasyfikacja etapu \| Klasyfikacja etapu \| Klasyfikacja etapu \| Klasyfikacja etapu \| Klasyfikacja etapu \| Klasyfikacja etapu \| \| Drużyna \| Drużyna \| Państwo \| Czas \| Strata \| Prędkość \| \| ------------------ \| ------------------------ \| ------------------ \| ------------------ \| ------------------ \| ------------------ \| \| 1. \| Leopard \| Luksemburg \| 33' 33" \| \| 51.860 km/h \| \| 2. \| CCC Development Team \| Polska \| \| + 20" \| \| \| 3. \| Mazowsze Serce Polski \| Polska \| \| + 1' 08" \| \| \| 4. \| Mazowsze Serce Polski \| Polska \| \| + 1' 16" \| \| \| 5. \| Klub Kolarski Tarnovia \| Polska \| \| + 1' 55" \| \| \| 6. \| Mazowsze Serce Polski \| Polska \| \| + 2' 08" \| \| \| 7. \| Mazowsze Serce Polski \| Polska \| \| + 2' 16" \| \| \| 8. \| Cartusia Bike Atelier \| Polska \| \| + 2' 17" \| \| \| 9. \| TC Chrobry Scott Głogów \| Polska \| \| + 2' 30" \| \| \| 10. \| Warszawski Klub Kolarski \| Polska \| \| + 3' 04" \| \| |                          |            |         |          |             |
| |                          |            |         |          |             |
| |                          |            |         |          |             |
| Klasyfikacja etapu |                          |            |         |          |             |
| Drużyna | Drużyna                  | Państwo    | Czas    | Strata   | Prędkość    |
| 1. | Leopard                  | Luksemburg | 33' 33" |          | 51.860 km/h |
| 2. | CCC Development Team     | Polska     |         | + 20"    |             |
| 3. | Mazowsze Serce Polski    | Polska     |         | + 1' 08" |             |
| 4. | Mazowsze Serce Polski    | Polska     |         | + 1' 16" |             |
| 5. | Klub Kolarski Tarnovia   | Polska     |         | + 1' 55" |             |
| 6. | Mazowsze Serce Polski    | Polska     |         | + 2' 08" |             |
| 7. | Mazowsze Serce Polski    | Polska     |         | + 2' 16" |             |
| 8. | Cartusia Bike Atelier    | Polska     |         | + 2' 17" |             |
| 9. | TC Chrobry Scott Głogów  | Polska     |         | + 2' 30" |             |
| 10. | Warszawski Klub Kolarski | Polska     |         | + 3' 04" |             |

#### Jazda drużynowa na czas (27 września)
W jeździe drużynowej na czas mężczyzn wystąpiło 7 zespołów z 6 klubów. Złoty medal zdobyło Mazowsze Serce Polski w składzie Paweł Bernas, Adrian Kurek, Jakub Kaczmarek i Alan Banaszek, srebro zdobył CCC Development Team (Szymon Krawczyk, Szymon Tracz, Michał Gałka i Kacper Walkowiak), a brąz druga drużyna reprezentujące Mazowsze Serce Polski (Daniel Staniszewski, Norbert Banaszek, Adrian Banaszek i Tobiasz Pawlak).
| \| Klasyfikacja etapu \| Klasyfikacja etapu \| Klasyfikacja etapu \| Klasyfikacja etapu \| Klasyfikacja etapu \| Klasyfikacja etapu \| \| Drużyna \| Drużyna \| Państwo \| Czas \| Strata \| Prędkość \| \| ------------------ \| -------------------------------- \| ------------------ \| ------------------ \| ------------------ \| ------------------ \| \| 1. \| Mazowsze Serce Polski \| Polska \| 1h 06' 58" \| \| 51.970 km/h \| \| 2. \| CCC Development Team \| Polska \| \| + 43" \| \| \| 3. \| Mazowsze Serce Polski \| Polska \| \| + 1' 34" \| \| \| 4. \| Klub Kolarski Tarnovia \| Polska \| \| + 2' 40" \| \| \| 5. \| TC Chrobry Scott Głogów \| Polska \| \| + 3' 05" \| \| \| 6. \| Cartusia Bike Atelier \| Polska \| \| + 4' 06" \| \| \| 7. \| Warmińsko-Mazurski Klub Sportowy \| Polska \| \| + 9' 04" \| \| |                                  |         |            |          |             |
| |                                  |         |            |          |             |
| |                                  |         |            |          |             |
| Klasyfikacja etapu |                                  |         |            |          |             |
| Drużyna | Drużyna                          | Państwo | Czas       | Strata   | Prędkość    |
| 1. | Mazowsze Serce Polski            | Polska  | 1h 06' 58" |          | 51.970 km/h |
| 2. | CCC Development Team             | Polska  |            | + 43"    |             |
| 3. | Mazowsze Serce Polski            | Polska  |            | + 1' 34" |             |
| 4. | Klub Kolarski Tarnovia           | Polska  |            | + 2' 40" |             |
| 5. | TC Chrobry Scott Głogów          | Polska  |            | + 3' 05" |             |
| 6. | Cartusia Bike Atelier            | Polska  |            | + 4' 06" |             |
| 7. | Warmińsko-Mazurski Klub Sportowy | Polska  |            | + 9' 04" |             |

### Kobiety

#### Jazda parami (26 września)
Do rywalizacji w jeździe parami kobiet przystąpiło 7 drużyn z 4 klubów. Złoty medal zdobył zespół CCC-Liv w składzie Agnieszka Skalniak i Aurela Nerlo, srebro TKK Pacific Toruń - Nestlé Fitness (Karolina Karasiewicz i Patrycja Lorkowska), a brąz kolejny zespół toruńskiej drużyny w składzie Paulina Pastuszek i Anna Sagan.
| \| Klasyfikacja etapu \| Klasyfikacja etapu \| Klasyfikacja etapu \| Klasyfikacja etapu \| Klasyfikacja etapu \| Klasyfikacja etapu \| \| Drużyna \| Drużyna \| Państwo \| Czas \| Strata \| Prędkość \| \| ------------------ \| ---------------------------------- \| ------------------ \| ------------------ \| ------------------ \| ------------------ \| \| 1. \| CCC-Liv \| Polska \| 38' 14" \| \| 45.510 km/h \| \| 2. \| TKK Pacific Toruń - Nestlé Fitness \| Polska \| \| + 6" \| \| \| 3. \| TKK Pacific Toruń - Nestlé Fitness \| Polska \| \| + 1' 26" \| \| \| 4. \| UKS TFP Jedynka Mróz Kórnik \| Polska \| \| + 1' 35" \| \| \| 5. \| Mat Atom Deweloper \| Polska \| \| + 2' 38" \| \| \| 6. \| Mat Atom Deweloper \| Polska \| \| + 2' 46" \| \| \| 7. \| Mat Atom Deweloper \| Polska \| \| + 2' 47" \| \| |                                    |         |         |          |             |
| |                                    |         |         |          |             |
| |                                    |         |         |          |             |
| Klasyfikacja etapu |                                    |         |         |          |             |
| Drużyna | Drużyna                            | Państwo | Czas    | Strata   | Prędkość    |
| 1. | CCC-Liv                            | Polska  | 38' 14" |          | 45.510 km/h |
| 2. | TKK Pacific Toruń - Nestlé Fitness | Polska  |         | + 6"     |             |
| 3. | TKK Pacific Toruń - Nestlé Fitness | Polska  |         | + 1' 26" |             |
| 4. | UKS TFP Jedynka Mróz Kórnik        | Polska  |         | + 1' 35" |             |
| 5. | Mat Atom Deweloper                 | Polska  |         | + 2' 38" |             |
| 6. | Mat Atom Deweloper                 | Polska  |         | + 2' 46" |             |
| 7. | Mat Atom Deweloper                 | Polska  |         | + 2' 47" |             |

#### Jazda drużynowa na czas (27 września)
W jeździe drużynowej na czas kobiet wystartowały 4 drużyny reprezentujące 3 zespoły. Mistrzostwo Polski wywalczył TKK Pacific Toruń - Nestlé Fitness w składzie Karolina Karasiewicz, Patrycja Lorkowska, Paulina Pastuszek i Anna Sagan, srebro UKS TFP Jedynka Mróz Kórnik (Wiktoria Polak, Karolina Lipiejko i Joanna Golec), a brąz Mat Atom Deweloper (Julia Kowalska, Oliwia Majewska, Dominika Włodarczyk i Karolina Stępień).
| \| Klasyfikacja etapu \| Klasyfikacja etapu \| Klasyfikacja etapu \| Klasyfikacja etapu \| Klasyfikacja etapu \| Klasyfikacja etapu \| \| Drużyna \| Drużyna \| Państwo \| Czas \| Strata \| Prędkość \| \| ------------------ \| ---------------------------------- \| ------------------ \| ------------------ \| ------------------ \| ------------------ \| \| 1. \| TKK Pacific Toruń - Nestlé Fitness \| Polska \| 49' 37" \| \| 45.940 km/h \| \| 2. \| UKS TFP Jedynka Mróz Kórnik \| Polska \| \| + 2' 46" \| \| \| 3. \| Mat Atom Deweloper \| Polska \| \| + 3' 16" \| \| \| 4. \| TKK Pacific Toruń - Nestlé Fitness \| Polska \| \| + 4' 35" \| \| |                                    |         |         |          |             |
| |                                    |         |         |          |             |
| |                                    |         |         |          |             |
| Klasyfikacja etapu |                                    |         |         |          |             |
| Drużyna | Drużyna                            | Państwo | Czas    | Strata   | Prędkość    |
| 1. | TKK Pacific Toruń - Nestlé Fitness | Polska  | 49' 37" |          | 45.940 km/h |
| 2. | UKS TFP Jedynka Mróz Kórnik        | Polska  |         | + 2' 46" |             |
| 3. | Mat Atom Deweloper                 | Polska  |         | + 3' 16" |             |
| 4. | TKK Pacific Toruń - Nestlé Fitness | Polska  |         | + 4' 35" |             |